# 卡帕桑
卡帕桑（Kapasan），是印度拉贾斯坦邦Chittaurgarh县的一个城镇。总人口18705（2001年）。

## 人口
该地2001年总人口18705人，其中男性9570人，女性9135人；0—6岁人口2787人，其中男1502人，女1285人；识字率63.17%，其中男性为74.74%，女性为51.05%。